# Profibus & Profinet International
Profibus & Profinet International (PI) (Eigenschreibweise: PROFIBUS & PROFINET International) ist ein Dachverband von 24 regionalen Profibus-Organisationen, darunter auch die PROFIBUS Nutzerorganisation e. V. (PNO). Beide haben ihren Sitz in Karlsruhe.
Die 1800 Mitglieder der PI sind Hersteller und Anwender von Profibus und Profinet, Verbände sowie Forschungseinrichtungen, davon alleine über 500 Mitglieder der PNO. Ziele sind die Weiterentwicklung der Technologie und Standards zu Profibus und Profinet sowie die Verbreitung dieser international zu fördern. Die PI koordiniert die Projekte der Regional Profibus & Profinet Associations (RPA).

## Geschichte
Im Rahmen eines zweijährigen Verbundprojektes Feldbus wird der Profibus als gemeinsames Projekt realisiert. Als Nachfolgeorganisation wird am 13. November 1989 die Profibus Nutzerorganisation e.V. (PNO) mit Herstellern und Anwendern aus Deutschland gegründet.
1992 wird in der Schweiz die erste regionale Organisation Profibus Schweiz gegründet. In den weiteren Jahren folgen Frankreich (1993), USA, Belgien, Niederlande, Italien und Südafrika – alle im Jahr 1994. Nach der Gründung der regionalen Organisation in Australien, Finnland und Russland 1995 war das Bedürfnis nach einer koordinierenden Dachorganisation gewachsen. Diese wurde am 1. November 1995 in Düsseldorf von den anwesenden Vorsitzenden der regionalen Organisationen als Profibus International (PI) gegründet und ein erster Vorsitzender gewählt.
In den folgenden Jahren sind weitere RPAs (Regional Profibus & Profinet Association) hinzugekommen: 1996 Brasilien und Norwegen, 1997 China und Südostasien, 1998 die Tschechische Republik und Dänemark, 1999 Irland und Korea, 2000 Slowakei, 2004 Polen.
Im Jahr 2006 wird der Name mit der neuen Technologie zu Profibus & Profinet International erweitert, ohne das Kürzel PI zu verändern.
Die Erweiterung ist noch nicht abgeschlossen: 2007 ist die Organisation für den mittleren Osten (Dubai) dazugestoßen und 2009 die RPA in Indien. Für 2010 ist die Gründung einer regionalen Organisation in Spanien in Vorbereitung.

## Aufbau
PI hat folgende Struktur:
| Profibus & Profinet International (PI) PI Support Center (PISC)                                                   | |                                                                               | |
| Regional PROFIBUS Association (RPA) Regionale Organisationen unterstützen das Marketing in der jeweiligen Region. | PI Competence Center (PICC) Kompetenzzentren in den einzelnen Regionen geben die technische Unterstützung. | PI Training Center (PITC) Trainingszentren bilden regional die Fachleute aus. | PI Testlabore (PITL) Testlabore auf verschiedenen Kontinenten kontrollieren die Konformität und Interoperabilität der Produkte unterschiedlicher Hersteller. |
| Mitglieder, weltweit                                                                                              | |                                                                               | |

Das Business Office PI Support Center in Karlsruhe ist die zentrale Anlaufstelle für Mitglieder und externe Partner.
Die PNO hat, im Auftrag der PI, Fachausschüsse und Arbeitsgruppen eingerichtet.
Organisation:
- Mitgliederversammlung (Members Assembly): wählt Vorstand und Beirat
  - Vorstand (Board of Directors) leitet:
    - Business Office
    - Certification Office

  - Beirat (Advisory Board) koordiniert die Fachausschüsse (Technical Committees – TC)

Die technischen und Marketingaufgaben der PI-Technologien werden von Komitees und Projekt-/Arbeitsgruppen wahrgenommen. Verschiedene Themen desselben Umfangs werden von Projekt-/Arbeitsgruppen abgedeckt, die in einem Ausschuss zusammengefasst sind. Die Komitees sind in einer flexiblen Matrixstruktur organisiert, die eine bessere Sichtbarkeit und Koordination der Aufgaben der Komitees und ihrer Projekt-/Arbeitsgruppen ermöglicht. Die Ausschussvorsitzenden stimmen die umfassenden Aufgaben auf den Sitzungen des Beirats für technische Strategie ab.
- C1 Marketing
- C2 Quality
- C3 Application Profiles
- C4 Integration

Die Arbeitsgruppen werden auf die folgenden Technologien aufgeteilt:
- CA Profibus
- CB Profinet
- CC IO-Link
- CD Omlox

An die PNO ist eine Zertifizierungsstelle angeschlossen, welche die Testlabore koordiniert, die Produkte auf Basis von Profibus und Profinet prüfen. Ziel ist hierbei die Einhaltung der Normen zu überprüfen, um die Kompatibilität der Produkte der verschiedenen Hersteller sicherzustellen.

## Technologien
Die folgenden Technologien werden von PI unterstützt:

### Profibus
Profibus ist ein Standard für die Feldbus-Kommunikation in der Automatisierungstechnik und wurde anfangs (1989) vom Bundesministerium für Bildung und Forschung gefördert und wird weltweit in unterschiedlichen Anwendungen eingesetzt.

### Profinet
Profinet ist der offene Industrial-Ethernet-Standard für die Automatisierung und wird ab dem Jahr 2000 eingesetzt. Profinet bzw. Profinet IO nutzt TCP/IP und IT-Standards, ist Echtzeit-fähig und ermöglicht die Integration von Feldbus-Systemen.

### Omlox
Der Technologiestandard omlox wird seit 2020 unterstützt und ermöglicht eine technologie- und hersteller-unabhängige Bereitstellung von Ortungsdaten.

### IO-Link
IO-Link ist ein Kommunikationssystem zur Anbindung intelligenter Sensoren und Aktoren an ein Automatisierungssystem in der Norm IEC 61131-9 unter der Bezeichnung Single-drop digital communication interface for small sensors and actuators (SDCI) seit dem Jahr 2010 normiert.

### Module Type Package (MTP)
Die gemeinsam von NAMUR, ZVEI und PI entwickelte Technologie „Module Type Package (MTP)“ definiert Schnittstellen und die semantische Beschreibung von autonomen Maschinen und soll damit die flexible Orchestrierung von autonomen Maschinen und Process Equipment Assemblies (PEAs) zu einem modularen System ermöglichen.

### Standard Robot Command Interface (SRCI)
Der Technologiestandard Standard Robot Command Interface (SRCI) erlaubt es, jeden kompatiblen Roboter über jede kompatible SPS zu programmieren.

### NAMUR Open Architecture (NOA)
Der Industriestandard NOA soll die Integration von Automatisierungstechnologien in die industrielle Kommunikation vereinfachen.

### Anwendungsprofile
Anwendungsprofile definieren wie die Automatisierunsgnetzwerke für eine bestimmte Anwendung eingesetzt werden können.
- Das Profil PROFIenergy erlaubt, ein herstellerübergreifendes Energiemanagement in Produktionsanlagen.
- Das Profil PROFIdrive erlaubt es, einer kompatiblen SPS jede kompatible Antriebe von unterschiedlichen Herstellern über eine einheitliche Schnittstelle zu kontrollieren.
- Mit dem Profil PROFIsafe können Sicherheitsgeräte von unterschiedlichen Herstellern zu einer funktional sicheren Anlage zusammengebaut werden.

### Integrationstechnologien
Integrationstechnologien unterstützen die Integration von Geräten unterschiedlicher Hersteller in einer Automatisierungsanlage.
- Device Description Language (EDDL) in Zusammenarbeit mit dem EDDL Cooperation Team (ECT)
- FDT/DTM in Zusammenarbeit mit der FDT-Group

### Unterstützte Technologien
- Der Interbus Club wird im Jahr 2011 aufgelöst und die Technologie in die PNO integriert[24]
- Das vom Wireless Cooperation Team (WCT) zusammen mit der HART Communication Foundation entwickelte WirelessHART ergänzt die Technologien von PI.